# Toàn cảnh Trận chiến Racławice
Toàn cảnh Trận chiến Racławice (tiếng Ba Lan: Panorama Racławicka) là một bức tranh toàn cảnh kích thước 15 × 114 mét mô tả Trận chiến Racławice, trong Cuộc nổi dậy Kościuszko. Bức tranh trưng bày ở Wrocław, Ba Lan. Đây là là một trong số ít hiện vật phản ánh văn hóa đại chúng thế kỷ 19, và là hiện vật lâu đời nhất ở Ba Lan.

## Lịch sử

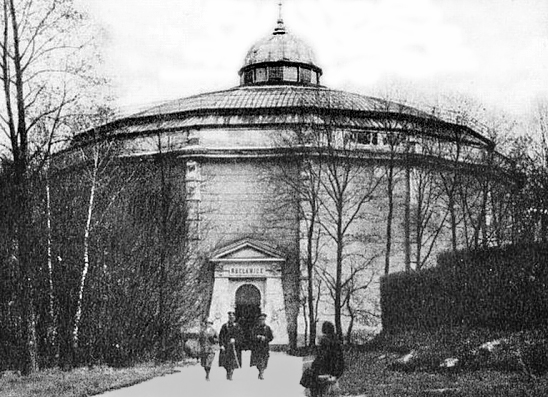
Vị trí cũ trưng bày bức tranh ở Lviv

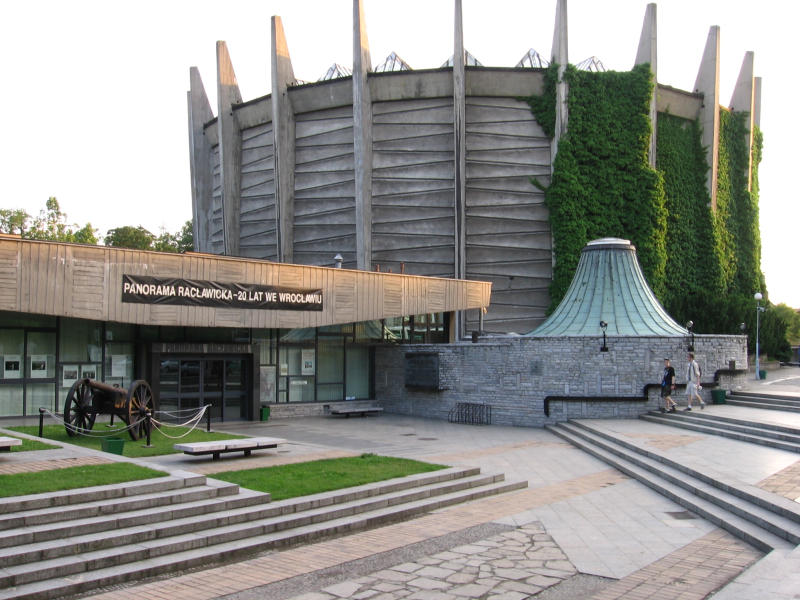
Vị trí hiện tại trưng bày bức tranh ở Wrocław

Họa sĩ Jan Styka ở Lwów (nay là Lviv) đã mời họa sĩ chiến trường Wojciech Kossak tham gia vào dự án. Các họa sĩ hỗ trợ gồm Ludwik Boller, Tadeusz Popiel, Zygmunt Rozwadowski, Teodor Axentowicz, Włodzimierz Tetmajer, Wincenty Wodzinowski và Michał Sozański.
Dự án đi vào hoạt động nhân kỷ niệm 100 năm ngày chiến thắng Trận chiến Racławice. Trận chiến diễn ra vào ngày 4 tháng 4 năm 1794 giữa lực lượng chính quy nổi dậy và nông dân tình nguyện (được trang bị lưỡi hái) dưới quyền của Kościuszko (1746–1817) với quân đội Nga do tướng Alexander Tormasov chỉ huy. Trước nguy cơ nền độc lập dân tộc bị đi dọa, ký ức về chiến thắng oanh liệt này có ý nghĩa đặc biệt quan trọng.
Triển lãm Quốc gia tổ chức tại Lwów vào năm 1894 đã mang đến một cơ hội tuyệt vời để hiện thực hóa ý tưởng của Styka.. Bức tranh toàn cảnh khổng lồ thực hiện trong vòng 9 tháng, từ tháng 8 năm 1893 đến tháng 5 năm 1894 và khai trương chính thức vào ngày 5 tháng 6 năm 1894. Ngay từ khi mới ra mắt, Toàn cảnh Trận chiến Racławice đã nhận sự chú ý rất lớn và thu hút đông đảo khách du lịch đến Lwów. Trung bình 75 000 người chiêm ngưỡng bức tranh mỗi năm.
Sau Thế chiến thứ hai, bức tranh được đưa đến Wrocław (trước đây là Breslau ở Đức) cùng với một phần của bộ sưu tập của Viện Ossoliński. Dưới chế độ cộng sản, bức tranh là chủ đề nhạy cảm về mặt chính trị, do đó những nỗ lực khôi phục và trưng bày bức tranh đến tháng 8 năm 1980 mới thành công.

## Những khách tham quan nổi tiếng
Trong số rất nhiều vị khách đã đến xem tranh toàn cảnh có Giáo hoàng John Paul II; Beatrix, Nữ hoàng Hà Lan; và Czesław Miłosz, người đoạt giải Nobel Văn học năm 1980. Franz Joseph I ở Áo đến chiên ngưỡng bức tranh toàn cảnh Racławice vào ngày 8 tháng 9 năm 1894 và nói, "Imposant. Es hat mich frappirt"  ("Thật ấn tượng. Bức tranh kiến tôi vô cùng kinh ngạc "). Archduke Charles, Công tước vùng Teschen, khi bình về bức tranh này, ông nói "Đây là bức tranh toàn cảnh đẹp nhất mà tôi từng thấy".